# 薩德基夫卡 (沙爾霍羅德區)
48°37′53″N 28°13′49″E / 48.63139°N 28.23028°E
薩德基夫卡（烏克蘭語：Садківці）是位於烏克蘭西南部文尼察州裏日梅林卡區的村莊，面積23.18平方公里，海拔高度258米，2001年人口635，人口密度每平方公里27.39人。